# Paulinho Marília
Paulo Francisco Zamaia Matias, mais conhecido como Paulinho Marília (Tupã, 2 de setembro de 1980), é um ex-futebolista brasileiro que atuava como atacante.

## Carreira
Na Serie C do Campeonato Brasileiro de 2005, jogando pelo América de Natal, terminou o campeonato como artilheiro, anotando 10 gols.
Teve passagem pelo Ceará no segundo semestre de 2006, quando o Alvinegro ficou a apenas um ponto da zona de rebaixamento para a Terceirona.
Retornou ao América de Natal no início de 2008 e marcou seu primeiro gol oficial na temporada na vitória por 2 a 0 diante do Potyguar de Currais Novos, em jogo válido pelo Campeonato Potiguar. Nesta passagem fez apenas 10 jogos, marcou 3 gols e deixou o clube em março do mesmo ano.
Em março de 2008, foi contratado pelo Joinville. Em maio do mesmo ano, acertou com o Campinense.
Disputou o Campeonato Matogrossense de 2010 pelo Luverdense.
Em junho de 2010, foi contratado pelo CRB para o Nordestão e a Série C.
Em 2011, defendeu a equipe do Coruripe, onde foi vice-campeão e artilheiro do Alagoano 2011, com 15 gols.
Em 2012, teve rápidas passagens pelo CSA, onde fez apenas 1 gol, e pelo Mixto.
Em julho de 2012, foi contratado pelo Icasa.